# Bernieridae
Bernieridae (лат.) — семейство птиц из отряда воробьинообразных. Семейство было официально создано в 2010 году на основе анализа мтДНК цитохромы B и 16S рРНК (Cibois и др., 1999, 2001), а также нДНК RAG-1 и RAG-2 экзона (Бересфорд и др., 2005). Эти птицы являются эндемиками Мадагаскара.
Монофилия этой группы была предложена еще в 1934 году (Salomonsen, 1934). Но традиционная классификация этих птиц была сохранена из-за отсутствия целенаправленных исследований. Представители семейства ранее относили к бюльбюлевым, тимелиевым и славковым.

## Классификация
Международный союз орнитологов относит к семейству 8 родов и 11 видов:
Виды, ранее включавшиеся в семейство бюльбюлевых (Pycnonotidae)
- Род Bernieria Pucheran, 1855 (ранее в Phyllastrephus)
  - Bernieria madagascariensis (J. F. Gmelin, 1789) — Мадагаскарский бурый бюльбюль, или тетрака[2]
- Род Xanthomixis Sharpe, 1881 (ранее в Phyllastrephus)
  - Xanthomixis apperti (Colston, 1972) — Бурый бюльбюль Апперта
  - Xanthomixis cinereiceps (Sharpe, 1881) — Серошапочный бурый бюльбюль
  - Xanthomixis zosterops (Sharpe, 1875) — Короткоклювый бурый бюльбюль
  - Crossleyia tenebrosa (Stresemann, 1925) — Мрачный бурый бюльбюль

Виды, ранее включавшиеся в семейство славковых (Sylviidae)
- Род Cryptosylvicola Goodman, Langrand & Whitney, 1996
  - Cryptosylvicola randrianasoloi Goodman, Langrand & Whitney, 1996
- Род Randia Delacour & Berlioz, 1931 — Рандии
  - Randia pseudozosterops Delacour & Berlioz, 1931 — Рандия
- Род Thamnornis Milne-Edwards & A. Grandidier, 1882 — Киритики[3]
  - Thamnornis chloropetoides (A. Grandidier, 1867) — Киритика[3]

Виды, ранее включавшиеся в семейство тимелиевых (Timaliidae)
- Род Crossleyia Hartlaub, 1877
  - Crossleyia xanthophrys (Sharpe, 1875)
- Род Hartertula Stresemann, 1925 (ранее Neomixis)
  - Hartertula flavoviridis (Hartert, 1924) — Клинохвостая эресса[4]
- Род Oxylabes Sharpe, 1870 — Фодитани
  - Oxylabes madagascariensis (J. F. Gmelin, 1789) — Фодитани